# Port lotniczy Christchurch
Port lotniczy Christchurch (IATA: CHC, ICAO: NZCH) – międzynarodowy port lotniczy położony 9 km na północny zachód od Christchurch. Jest drugim co do wielkości portem lotniczym Nowej Zelandii i największym na Wyspie Południowej.

Port lotniczy został otwarty 18 maja 1940 roku, a 16 grudnia 1950 r. stał się pierwszym nowozelandzkim międzynarodowym portem lotniczym. Jest też jednym z dwóch portów lotniczych w Nowej Zelandii, które mogą obsługiwać samoloty: Boeing 777, Boeing 747 oraz Airbus A380 (drugim jest port lotniczy Auckland).

W Christchurch przeważają wiatry północno-wschodnie, rzadziej wieją wiatry południowo-zachodnie. W mieście czasami również wieje wiatr fenowy nazywany tutaj Nor'wester (lub Canterbury's Nor'wester). W związku z tym lotnisko ma dwa prostopadłe do siebie pasy startowe: 
- podstawowy (02/20) o długości 3288 m, który umożliwia starty przy wiatrach północno-wschodnich i południowo-zachodnich
- drugi (11/29) o długości 1750 m, który umożliwia starty w czasie, gdy wieje Nor'wester.

Lotnisko posiada również trzeci, trawiasty pas startowy równoległy do podstawowego.

Ze względu na wzrost liczby pasażerów, na lotnisku wybudowano nowy terminal krajowy kosztem ponad 237 milionów dolarów, który otwarto w 2013 r..

## Historia
Budowa lotniska w Harewood (obecnie przedmieście Christchurch) rozpoczął się w 1936 roku. W 1946 roku obszar terminalu obejmował hangary, mały budynek terminala, wieżę ciśnień i baraki. Prostopadłe ułożenie dwóch pasów startowych i równoległych do nich dróg kołowania pojawiło się na początku lat 50. XX wieku, a w 1960 r. oddano do użytku nowy budynek terminalu, który zaprojektował Paul Pascoe. Od tego czasu rozbudowywano pasy startowe, drogi kołowania, płyty postojowe samolotów, budynki terminala, parkingi.
- 1935 – Rada miasta Christchurch postanowiła wybudować lotnisko w Harewood i wybrała jego obecną lokalizację. Rok później zakupiła w tym celu 227 ha ziemi.
- 1937 – Zbudowano 915 metrowy pas startowy i terminal o powierzchni 60 m².
- 1940 – W dniu 18 maja zostało otwarte „Harewood Airport”.
  - W latach 1940–1945 lotnisko było wykorzystywane jako baza treningowa przez Królewskie Nowozelandzkie Siły Powietrzne (RNZAF).
- 1948 – Obszar lotniska powiększył się o kolejne 260 ha.
- 1950 – Port lotniczy Christchurch staje się pierwszym lotniskiem międzynarodwym w Nowej Zelandii.
- 1955 – Lotnisko staje się bazą dla działania Stanów Zjednoczonych na Antarktydzie.
- 1960 – Oddano do użytku nowy budynek terminala o powierzchni 6000 m², zaprojektowany przez nowozelandzkiego architekta Paula Poscoe.
- 1962 – Główny pas startowy został przedłużony do 2442 metrów, tak aby mógł przyjmować samoloty odrzutowe.
- 1966 – Do terminala krajowego dodano skrzydło międzynarodowe.
- 1972 – Odnowiony i wydłużony do 1741 metrów został północno-zachodni pas startowy.
- 1975 – Ukończono rozbudowę terminala krajowego, zwiększając jego łączną powierzchnię do 16 000 m².
- 1980 – Rozbudowano halę przylotów międzynarodowych, zwiększając powierzchnię terminala o kolejne 2800 m².
- 1984 – Główny pas startowy został przedłużony o 845 metrów do 3287 metrów.
- 1987 – Powiększono terminal, aby pomieścić Ansett New Zealand i Air New Zealand lounge oraz dobudowano rękawy dla lotów krajowych.
- 1988 – Powstała spółka Christchurch International Airport Limited, w której 75% udziałów objęła rada miasta a 25% rząd Nowej Zelandii.
- 1988–1989 – Kolejne rozbudowy terminala międzynarodowego (dodano między innymi rękawy i inną infrastrukturę), zwiększające jego powierzchnię łącznie o 4420 m².
- 1990 – Otwarto International Arctic Centre
- 1998 – Ukończono nowy budynek terminala międzynarodowego zwiększając jego powierzchnie o dodatkowe 28.000 m².
- 2004 – Kolejna rozbudowa terminala międzynarodowego pozwala stworzyć pięć nowych stoisk i cztery dodatkowe rękawy.
- 2009 – Rozpoczęto prace przy zastąpieniu starego terminala krajowego nowym budynkiem. Ponadto oddano do użytku nową wieżę kontroli lotów.
- 2011 – Zakończono pierwszy etap budowy nowego terminala krajowego[7].
- 2013 – W dniu 18 kwietnia premier Nowej Zelandii John Key oficjalnie otwiera nowy budynek terminala[8].

## Linie lotnicze i połączenia

### Loty pasażerskie
| Linie lotnicze                                            | Kierunki | Terminal       |
| --------------------------------------------------------- | --- | -------------- |
| Air Chathams                                              | Wyspy Chatham | Krajowy        |
| Air New Zealand                                           | Auckland, Dunedin, Queenstown, Wellington | Krajowy        |
| Air New Zealand                                           | Brisbane, Gold Coast, Melbourne, Nadi, Sydney Sezonowo:Perth, Rarotonga, Tokio-Narita Loty czarterowe: Nagoja-Centair, Okinawa, Osaka-Kansai, Port Vila | Międzynarodowy |
| Air New Zealand Link obsługiwane przez Air Nelson         | Dunedin, Hamilton, Hokitika, Invercargill, Napier, Nelson, New Plymouth, Palmerston North, Tauranga, Wellington                                         | Krajowy        |
| Air New Zealand Link obsługiwane przez Eagle Airways      | Blenheim, Hokitika, Nelson | Krajowy        |
| Air New Zealand Link obsługiwane przez Mount Cook Airline | Dunedin, Hamilton, Invercargill, Palmerston North, Queenstown, Rotorua, Wellington Sezonowo: Hokitika                                                   | Krajowy        |
| China Southern Airlines                                   | Kanton | Międzynarodowy |
| Emirates                                                  | Bangkok-Suvarnabhumi, Dubaj, Sydney | Międzynarodowy |
| Fiji Airways                                              | Nadi | Międzynarodowy |
| Jetstar Airways                                           | Auckland, Wellington | Krajowy        |
| Jetstar Airways                                           | Brisbane (zostanie wznowiony 1 lipca 2014), Gold Coast, Melbourne, Sydney                                                                               | Międzynarodowy |
| Qantas obsługiwany przez JetConnect                       | Sydney | Międzynarodowy |
| Ridge Air                                                 | Blenheim | Krajowy        |
| Singapore Airlines                                        | Singapur-Changi | Międzynarodowy |
| Virgin Australia                                          | Brisbane, Melbourne, Sydney | Międzynarodowy |

### Loty towarowe
| Linie lotnicze | Kierunki                                        |
| -------------- | ----------------------------------------------- |
| Air Freight NZ | Auckland, Palmerston North                      |
| Air Post       | Auckland, Dunedin, Palmerston North, Wellington |
| Qantas Freight | Sydney                                          |

## Operacje wojskowe
Po zamknięciu wojskowej bazy lotniczej Wigram Królewskie Nowozelandzkie Siły Powietrzne korzystają z portu lotniczego Christchurch. Prowadzą one regularne loty pomiędzy głównymi ośrodkami Nowej Zelandii.

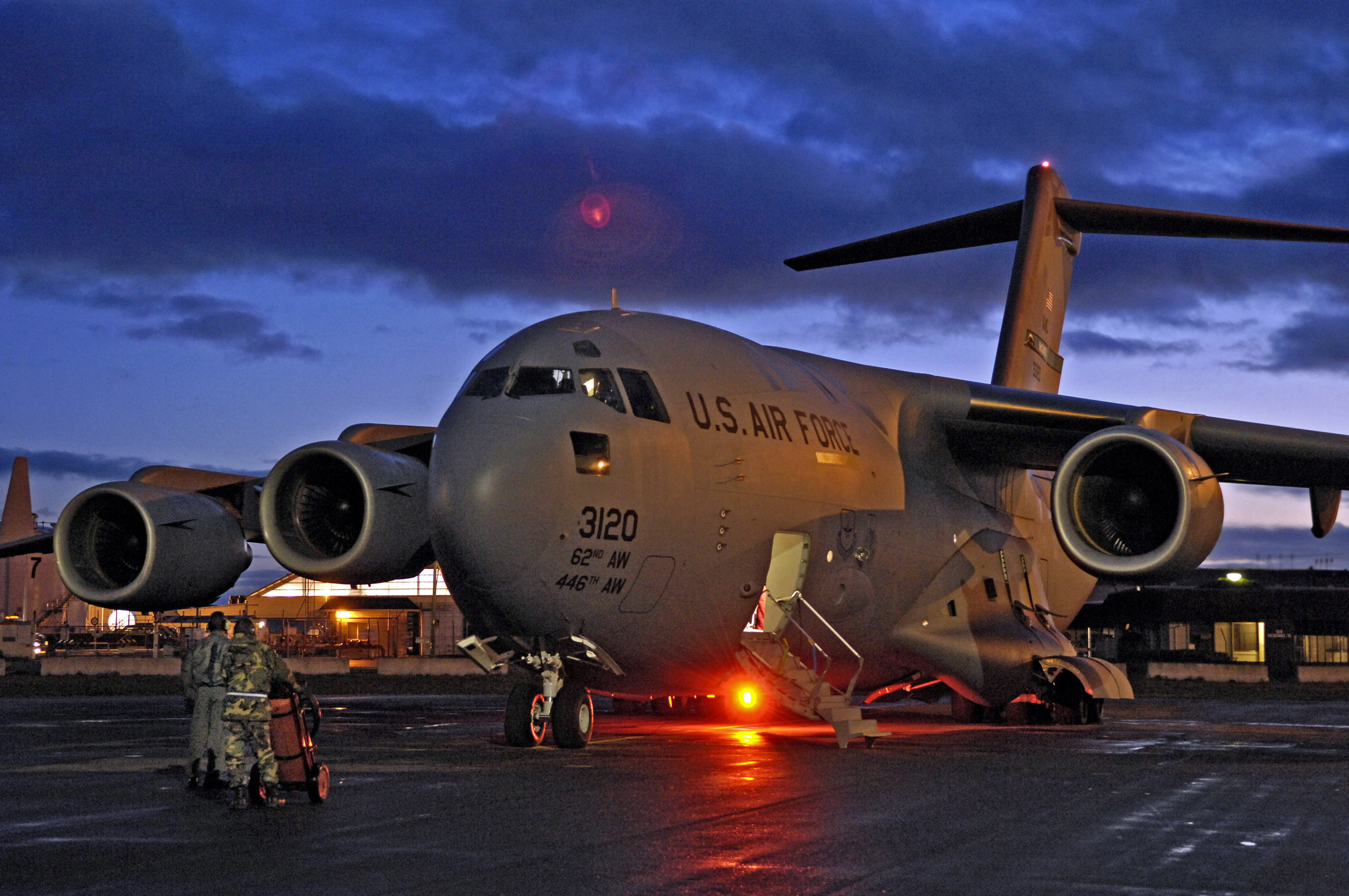
Boeing C-17 Globemaster III należący do Sił Powietrznych Stanów Zjednoczonych na płycie postojowej lotniska Christchurch

Wraz ze zwiększeniem liczby ekspedycji naukowych na Antarktydę, w latach 50. XX wieku lotnisko Christchurch stało się bazą dla lotów antarktycznych wykonywanych przez: marynarkę wojenną Stanów Zjednoczonych, Siły Powietrzne Stanów Zjednoczonych, Siły Powietrzne Gwardii Narodowej Stanów Zjednoczonych i Królewskie Nowozelandzkie Siły Lotnicze, w ramach operacji Deep Freeze. W trakcie antarktycznego sezonu lotów (od sierpnia do lutego) na płycie lotniska w Christchurch pojawiają się samoloty Boeing C-17 Globemaster III, C-130 Hercules (także w wersjach LC-130 i cywilnej L-100 Hercules) i C-5 Galaxy.
Port lotniczy Christchurch od 2013 r., przez kolejne 20 lat będzie zimową bazą dla należącego do NASA teleskopu SOFIA, który został umieszczony w specjalnie przystosowanym do tego celu Boeingu 747SP. Christchurch wybrano jako bazę na południowej półkuli ze względu na częste bezchmurne noce i brak mgieł. Atutem jest również wystarczająco długi pas startowy i stosunkowo pusta przestrzeń powietrzna w okolicy Wyspy Południowej.